# Трифенилен
Трифенилен это планарный полициклический ароматический углеводород, состоящий из четырёх конденсированных бензольных колец. Трифенилен может быть выделен из каменноугольной смолы, но может быть получен и искусственно в ходе нефтехимических процессов. Одна молекула трифенилена имеет 18 делокализованных π-электронов и имеет планарную структуру. Трифенилен имеет молекулярную формулу C18H12.